# Леки крайцери тип „Фиджи“
Фиджи (на английски: Fiji – Фиджи) са тип британски леки крайцери на Британския Кралски флот, от времето на Втората световна война. Този тип крайцери също е познат с името Colony или Crown Colony първа серия. Всичко от проекта са построени 8 единици: „Фиджи“ (на английски: HMS Fiji (58)), „Кения“ (на английски: HMS Kenya (14)), „Нигерия“ (на английски: HMS Nigeria (60)), „Мауритиус“ (на английски: HMS Mauritius C80), „Тринидад“ (на английски: HMS Trinidad (46)), „Гамбия“ (на английски: HMS Gambia (48)), „Джамайка“ (на английски: HMS Jamaica (44)) и „Бермуда“ (на английски: HMS Bermuda (52)). Стават британския вариант на крайцер, съответстващ на условията на Лондонския морски договор от 1936 г.

## История на създаването
Британскията флота изпитва нужда от повече крайцери с общо предназначение, които могат да действат както като защитници на търговията, така ако е необходимо и като част от флота.
След сключването на Лондонския военноморски договор от 1936 г. Обединеното кралство прекратява строежа на тежки крайцери. Възниква необходимост от крайцер, съответстващ на ограничението от 8000 дълги тона стандартна водоизместимост. В основата на новия проект са леките крайцери от типа „Саутхемптън“. Предизвикателството на задачата е да се създаде лек крайцер със съпоставимо въоръжение, но по-леки с 1000 тона .
След много предварителни проекти, през октомври 1936 г. са разгледани два варианта: версия с 14 133 mm оръдия и вариант с аналогично на типа „Саутхемптън“ въоръжение (12 152 mm и 8102 mm оръдия), но с по-ниска скорост на хода. Избран е вариантът с по-тежкото въоръжение, решение повлияно от факта, че Япония не се присъединява към договора от 1936 г. и не е известно какви крайцери ще строи тя.
Окончателният проект е приет на 4 ноември 1937 с разчетена стандартна водоизместимост от 8170 тона. Пет кораба са включени в програмата за строеж от 1937/8 година, още четири – в програмата за 1938/9 година. Въпреки това, по време на строителството, планираната водоизместимост е значително надхвърлена, „Фиджи“, главният кораб от серията, е спуснат на вода на 31 май 1939 г. със стандартна водоизместимост 8631 тона .

## Конструкция
Проектът „Фиджи“ става дълбока преработка на проекта крайцери от типа „Саутхемптън“ със спазване на ограничението за стандартната водоизместимост от 8000 дълги тона. За сметка на използването на по-плътна компоновка е намалена дължината с 10 m. За да се съхранени въоръжението на прототипа е пожертвана мощността на енергетичната установка и е отслабено бронирането, но използването на транцева кърма дава възможност да се избегне значително падане на скоростта, а по-малката дължина на корпуса позволява да се прикрият с броневия пояс погребите за главния калибър. Дебелината на броневата палуба, в сравнение със „Саутхемптън“, даже се увеличава.

### Корпус
Водоизместимостта на „Фиджи“ в началото на войната съставлява 8631, 8524, 10 724 дълги тона – стандартна, лека и пълна, съответно. Височината на надводния борд, при нормална водоизместимост, съставлява 9,1 m по носа (срещу 9,33 m при крайцера „Глостър“) и само 4,75 m на мидъла и 5,36 m – на кърмата.

### Въоръжение

#### Артилерийско въоръжение
Артилерийското въоръжение крайцерите от типа „Фиджи“ включва дванадесет 152 mm и осем 102 mm универсални оръдия. Боекомплектът и на едните, и на другите оръдия е съкратен до 150 снаряда на ствол, това е направено, за да спази 8000-тонното ограничение на стандартната водоизместимост, макар вместимостта на погребите да позволява да се приемат по 200.
152 mm оръдие Мк-XXIII с дължина на ствола 50 калибра са оръдия на главния калибър за всички британски леки крайцери от предвоенната постройка, започвайки от „Леандър“. Първоначално те се поставят в двуоръдейните кули Мк-XXI („Леандър“, „Сидни“, „Аретуза“), а след това в триоръдейните Мк-ХХII (типа „Саутхемптън“) и Мк-XXIII („Белфаст“, „Фиджи“). Особеност на британските триоръдейни кули е изместването на средния ствол назад с 0,76 m, за да се предотврати разсейването на снарядите поради взаимното влияние на дулните газове.

#### Торпедно въоръжение
На крайцерите е резервирано място в средната част на кораба за два тритръбни торпедни апарат TR-IV калибър 533 mm.

### Енергетична установка
Главната енергетична установка се състои от четири турбозъбни агрегата „Парсънс“ и четири триколекторни парни котела Адмиралтейски тип. Схемата е ешелонна; котлите са разположени по двойки в две котелни отделения, а ТЗА – в две машинни. Котлите на крайцерите от типа „Фиджи“ и „Дидо“ осигуряват по-високи параметри на парата, отколкото при предшестващите британски крайцери: 28,1 atm (28,47 kg/cm²) при температура от 370°С. Тяговъоръжеността на енергоустановката на „Фиджи“ – 55,6 к.с./t – е най-високата сред британските крайцери в периода на Втората световна. Изпитанията на „Фиджи“ на пълна мощност са проведени на 5 май 1940 г.: два часа работа при 72 500 к.с. и два часа на 80 000 к.с. Условията на военното време не позволяват да се измери скоростта точно, но според направените оценки скоростта при стандартна водоизместимост е 31½ възела при 72 500 к.с. и 32¼ – на 80 000 к.с. Далечината на плаване на крайцерските турбини при чисто дъно и скорост 16 възела съставлява от 5700 до 5900 морски мили. Скоростта в открито море с чисто дъно: 30,3 възела. Скоростта в морето, постигната след шест месеца и след докуване – 30,1 възела.

## История на службата
„HMS Fiji (58)“ – заложен на 30 март 1938 г., спуснат на 31 май 1939 г., влиза в строй на 5 май 1940 г.
„HMS Kenya (14)“ – заложен на 18 юни 1938 г., спуснат на 18 август 1939 г., влиза в строй на 27 септември 1940 г.
„HMS Nigeria (60)“ – заложен на 8 февруари 1938 г., спуснат на 18 юли 1939 г., влиза в строй на 23 септември 1940 г.
„HMS Mauritius C80“ – заложен на 31 март 1938 г., спуснат на 19 юли 1939 г., влиза в строй на 4 януари 1940 г.
„HMS Trinidad (46)“ – заложен на 21 април 1938 г., спуснат на 21 март 1940 г., влиза в строй на 14 октомври 1941 г.
„HMS Gambia (48)“ – заложен на 24 юли 1939 г., спуснат на 30 ноември 1940 г., влиза в строй на 21 февруари 1942 г.
„HMS Jamaica (44)“ – заложен на 28 април 1939 г., спуснат на 16 ноември 1940 г., влиза в строй на 29 юни 1942 г.
„HMS Bermuda (52)“ – заложен на 30 ноември 1939 г., спуснат на 11 септември 1941 г., влиза в строй на 21 август 1942 г.

## Оценка на проекта
Леките крайцери тип „Фиджи“ и „Цейлон“ се проектират с оглед както на договорните ограничения, така и на необходимостта от икономия на средства. Британската империя не може да си позволи масовото строителство на мощните, но много скъпи крайцери от типа „Белфаст“. Като цяло конструкторите се справят със задачата да създадат универсален лек крайцер. Единствения сериозен недостатък става прекалено плътната компоновка, довела до свалянето на една от кулите на главния калибър за усилване на системата за ПВО. Но това се обяснява с изначалното ограничение във водоизместимостта. В рамките на полученото задание британските конструктори успяват да създадат кораби, умерени по своите характеристики, но добре балансирани и надеждни, което се потвърждава от тяхната дълга и успешна служба на всички театри на Втората световна война. Проектът „Фиджи“ чувствително превъзхожда американския проект за „лондонски“ крайцер. По мнението на кандидата на историческите науки С. В. Патянин, британските крайцери от типа „Фиджи“ са най-добрите сред леките крайцери на Втората световна по критерий „стойност/ефективност“.
| Сравнителни ТТХ между типа „Фиджи“ и неговите аналози | Сравнителни ТТХ между типа „Фиджи“ и неговите аналози | Сравнителни ТТХ между типа „Фиджи“ и неговите аналози | Сравнителни ТТХ между типа „Фиджи“ и неговите аналози | Сравнителни ТТХ между типа „Фиджи“ и неговите аналози | Сравнителни ТТХ между типа „Фиджи“ и неговите аналози      | Сравнителни ТТХ между типа „Фиджи“ и неговите аналози            | Сравнителни ТТХ между типа „Фиджи“ и неговите аналози        | Сравнителни ТТХ между типа „Фиджи“ и неговите аналози |
| Основни елементи                                      | Франция · „Ла Галисионер“                             | Италия „Раймондо Монтекуколи“                         | Италия · „Дука д'Аоста“                               | СССР · проект 26                                      | Великобритания · „Пърт“                                    | Великобритания · „Фиджи“                                         | САЩ · „Атланта“                                              | Германия „Нюрнберг“                                   |
| ----------------------------------------------------- | ----------------------------------------------------- | ----------------------------------------------------- | ----------------------------------------------------- | ----------------------------------------------------- | ---------------------------------------------------------- | ---------------------------------------------------------------- | ------------------------------------------------------------ | ----------------------------------------------------- |
| Водоизместимост, стандартна/пълна, t                  | 7600/9100                                             | 7431/8853                                             | 8317/10 374                                           | 7756/9287                                             | 6980/8965                                                  | 8530 – 8735/10 450 – 11 086                                      | 6718/8340                                                    | 7037/8897                                             |
| Силова установка, к.с.                                | 84 000                                                | 106 000                                               | 110 000                                               | 110 000                                               | 72 500                                                     | 72 500                                                           | 75 000                                                       | 72 600                                                |
| Максимална скорост, възела                            | 31                                                    | 37                                                    | 36,5                                                  | 37                                                    | 32,5                                                       | 31,5                                                             | 32,5                                                         | 32                                                    |
| Далечина на плаване, мили на скорост, възела          | 5500 (18)                                             | 4122 (18)                                             | 3900 (14)                                             | 3750 (18) 2140 (18)                                   | 7000 (15)                                                  | 6520 (13)                                                        | 7530 (15)                                                    | 3280 (15)                                             |
| Артилерия на главния калибър                          | 3×3 – 152 mm                                          | 4×2 – 152 mm                                          | 4×2 – 152 mm                                          | 3×3 – 180 mm                                          | 4×2 – 152 mm                                               | 4×3 – 152 mm                                                     | –                                                            | 3×3 – 150 mm                                          |
| Универсална артилерия                                 | 4×2 – 90 mm                                           | 3×2 – 100 mm                                          | 3×2 – 100 mm                                          | 6×1 – 100 mm                                          | 4×2 – 102 mm                                               | 4×2 – 102 mm                                                     | 8×2 – 127 mm                                                 | 4×2 – 88 mm                                           |
| Лека зенитна артилерия                                | 4×2 – 13,2 mm                                         | 4×2 – 37 mm, 4×2 – 13,2 mm                            | 4×2 – 37 mm, 4×2 – 13,2 mm                            | 6×1 – 45 mm/46, 4×1 – 12,7 mm                         | 3×4 – 12,7 mm                                              | 2×4 – 40 mm, 2×4 – 12,7 mm                                       | 4×4 – 28 mm, 8×1 – 20 mm                                     | 4×2 – 37 mm, 4×1 – 20 mm                              |
| Торпедно въоръжение                                   | 2×2 – 550 mm ТА                                       | 2×2 – 533 mm ТА                                       | 2×3 – 533 mm ТА                                       | 2×3 – 533 mm ТА                                       | 2×4 – 533 mm ТА                                            | 4×3 – 533 mm ТА                                                  | 4×2 – 533 mm ТА                                              | 4×3 – 533 mm                                          |
| Брониране, mm                                         | пояс – 105+20, палуба – 38, кули – 100, рубка – 95    | пояс – 60+30, палуба – 30, кули – 70, рубка – 100     | пояс – 70+30, палуба – 35, кули – 90, рубка – 100     | пояс – 50, палуба – 50, кули – 70, рубка – 150        | пояс – 76, палуба – 32, кули и барбети – 25, погреби до 89 | пояс – 83, палуба – 51, кули – 51, барбети – 25+25, погреби – 83 | пояс – 95, палуба – 32, кули – 25, рубка – 62, погреби до 95 | пояс – 50, палуба – 25, кули – 80, рубка – 100        |
| Екипаж, души.                                         | 674                                                   | 648                                                   | 694                                                   | 734                                                   | 570                                                        | 733 – 920                                                        | 623 – 820                                                    | 896                                                   |

Бележки към таблицата
1. ↑  „Киров“
2. ↑  „Ворошилов“

## Коментари
1. ↑  Всички данни се привеждат към момента на влизане в строй.